# Alhaurín el Grande
Alhaurín el Grande ist eine Stadt mit 27.647 Einwohnern (Stand: 2024) in der Provinz Málaga in Andalusien. Die Stadt liegt im Valle del Guadalhorce etwa 30 Kilometer westlich von Málaga und 567 Kilometer südlich von Madrid. Erholung bietet das Ufer des Río Fahala und ein Golfplatz. Stadtteile sind El Bajondillo, San Isidro, La Fama y la Paca und Pedanía de Villafranco del Guadalhorce. Geprägt von einem heißen Klima, viel Natur und andalusischer Dorfstruktur hat sich die Stadt ihr historisches Aussehen erhalten.

## Wappen
Beschreibung: Auf den goldschnäbligen rotgezungten und goldgeständerten rotbewehrten schwarzen Doppeladler liegt der Schild von Kastilien-Leon, belegt mit einem rotgebordeten blauen Ovalschild mit drei (2;1) goldenen Lilien, auf der Brust auf und dieser wird vom Orden vom Goldenen Vlies umgeben. Eine goldene Krone schwebt über den Adler.

## Bevölkerungsentwicklung
Quelle:INE-Archiv – grafische Aufarbeitung für Wikipedia

## Persönlichkeiten
- Gerald Brenan (1894–1987), Schriftsteller und Hispanist, lebte und starb in Alhaurín el Grande.
- Antonio Tejero (* 1932), spanischer Oberstleutnant der Guardia Civil und Putschist

## Weblinks

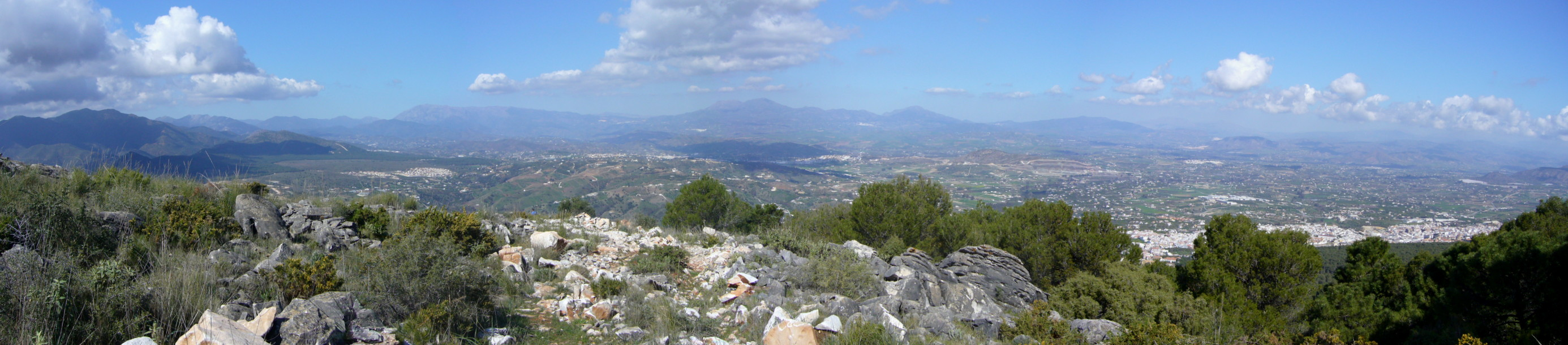
Alhaurín el Grande